# 淮沭河
淮沭河位于中国江苏省北部，是分淮入沂、淮水北调工程淮沭新河的一段，为一条集防洪、排涝、供水、灌溉、航运、发电等综合利用的人工河道。淮沭河南起淮安市西郊王营镇杨庄（原为杨庄镇）的淮阴闸，通过二河接洪泽湖来水，向北流经淮安市淮阴区西部，泗阳县东北部和沭阳县西南部地区，于沭阳县城沭城镇西北入新沂河。全长66.1公里。